# Vittorio Cioni
Vittorio Cioni   (Pisa, 12 d'octubre de 1900 - 29 de setembre de 1981) va ser un remer italià que va competir durant les dècades de 1920 i 1930.
El 1932 va prendre part en els Jocs Olímpics de Los Angeles, on guanyà la medalla de plata en la competició del vuit amb timoner del programa de rem.
En el seu palmarès també destaquen tres medalles al Campionat d'Europa, una d'or i dues de plata.